# Vạn Thắng, Khánh Hòa
Vạn Thắng là một xã thuộc tỉnh Khánh Hòa, Việt Nam.

## Lịch sử
Ngày 16 tháng 6 năm 2025, Quốc hội Việt Nam thông qua Nghị quyết số 1667/NQ-UBTVQH15 của Ủy ban Thường vụ Quốc hội về việc sắp xếp các đơn vị hành chính cấp xã của tỉnh Khánh Hòa. Theo đó, hợp nhất xã Vạn Bình vào xã Vạn Thắng.

## Địa lý
Xã Vạn Thắng có ranh giới với các xã:
- Phía Bắc giáp tỉnh Đắk Lắk
- Phía Đông giáp xã Tu Bông
- Phía Tây giáp xã Vạn Ninh

Xã có diện tích 74,81 km², dân số năm 2025 là 31.625 người, mật độ dân số đạt 423 người/km².